# 威爾遜亞美尼亞

威爾遜亞美尼亞

威爾遜亞美尼亞（Wilsonian Armenia）是指第一次世界大戰之後，美國總統伍德羅·威爾遜在塞夫尔条约中劃定的亞美尼亞共和國的範圍。按照威爾遜亞美尼亞的範圍，亞美尼亞將擁有黑海的出海口。但後來由於土耳其和亞美尼亞爆發戰爭，土耳其並未簽署塞夫尔條約，因此威爾遜亞美尼亞也沒有實際執行。但亞美尼亞仍然有要求執行塞夫爾條約的聲音。